# Ghader Mizbani
Ghader Mizbani (Tabriz, 6 de septiembre de 1975) es un ciclista iraní que fue profesional entre 2003 y 2018.
Entre otros logros, ha sido dos veces campeón del UCI Asia Tour (en 2005-2006 y 2008-2009) convirtiéndose en uno de los ciclistas más laureados de su continente. A finales del 2011 estuvo a punto de fichar por un equipo europeo de primer nivel, el Geox-TMC, sin embargo ese equipo acabó desapareciendo poco después.

## Palmarés
| 2001 (como amateur) - Tour de Arabia Saudí, más 2 etapas - Campeonato de Irán Contrarreloj - Campeonato de Irán en Ruta 2004 - 3.º en el Campeonato Asiático Contrarreloj 2005 - 1 etapa del Kerman Tour - Tour de Azerbaiyán, más 1 etapa - 1 etapa del Tour del Este de Java - 1 etapa de la Vuelta al Lago Qinghai 2006 - Kerman Tour, más 1 etapa - Tour de Turquía, más 1 etapa - Tour de Azerbaiyán, más 1 etapa - 2.º en el Campeonato de Irán en Ruta - Campeonato de Irán Contrarreloj - Tour del Este de Java, más 1 etapa - Tour de Milad du Nour, más 2 etapas - 2.º en el Campeonato Asiático Contrarreloj - UCI Asia Tour 2007 - 1 etapa del Tour de Siam - 1 etapa del Tour de Taiwán - 1 etapa del Kerman Tour - 1 etapa del Tour de Azerbaiyán - 2.º Campeonato de Irán Contrarreloj - Campeonato de Irán en Ruta - Tour de Milad du Nour, más 1 etapa - 2.º en el UCI Asia Tour 2008 - Tour del Este de Java, más 1 etapa - 1 etapa del International Presidency Tour - 3 etapas del Tour de Azerbaiyán - Kerman Tour - Tour de Indonesia, más 2 etapas - 2.º en el UCI Asia Tour | 2009 - Tour de Singkarak, más 1 etapa - International Presidency Tour, más 1 etapa - 2 etapas de la Vuelta al Lago Qinghai - 1 etapa del Tour de Azerbaiyán - 1 etapa del Tour de Indonesia - UCI Asia Tour 2010 - Tour de Azerbaiyán, más 3 etapas - Tour de Singkarak, más 1 etapa - 1 etapa de la Vuelta al Lago Qinghai 2011 - 1 etapa del Tour de Azerbaiyán - Tour de Milad du Nour, más 1 etapa 2013 - Tour de Filipinas, más 1 etapa - Tour de Irán-Azerbaiyán, más 1 etapa - Tour de Singkarak - Campeonato de Irán en Ruta - Tour de Borneo, más 1 etapa - 3.º en el UCI Asia Tour 2014 - 1 etapa del Tour de Japón - Tour de Irán-Azerbaiyán, más 1 etapa - Tour del Este de Java, más 1 etapa 2016 - 1 etapa del Tour de Irán |

## Equipos
- Giant Asia Racing Team (2003[3] -2007)
- Tabriz Petrochemical Team (2008-2015)
  - Tabriz Petrochemical Team (2008)
  - Tabriz Petrochemical Cycling Team (2009-2010)
  - Tabriz Petrochemical Team (2011-2015)
- Tabriz Shahrdari Team (2016-2018)